# Kemal Samat
Kemal Samat is een Nederlands-Turkse zanger.
In 2011 verhuisde Samat naar Turkije om klassieke Turkse zang te studeren. Hij studeerde in 2014 af aan het conservatorium te Istanbul. In 2015 nam hij deel aan het televisieprogramma The Voice of Turkey en kwam bij het team van Hadise terecht. Samat kwam in de finale.
In 2016 kwam zijn single Yilan uitgebracht bij de platenmaatschappij DGL & DMC uit, daarna Ben Daha Ölmedin en Düşeş. In 2021 is zijn single Gidiyorum uitgebracht die als nummer drie binnenkwam in de Turkse top 100 Itunes-lijst als meeste gestreamde plaat. Tevens bracht hij Çingenem uit, een cover van een nummer van zangeres Ebru Gündeş.
Samat combineert traditionele Turkse instrumenten en zang met moderne muziek.

## Singles
- 2016: Yılan
- 2018: Ben Daha Ölmedim
- 2019: Düşeş
- 2021: Gidiyorum
- 2021: Çingenem
- 2022: Geceye Sarılıyorum
- 2022: Sahi mi?
- 2023: Bu Gece
- 2023: Nasıl Mıyım?
- 2024: Yaralı Adam
- 2024: Affetmem